# Fiji
Fiji (în fijiană: Matanitu ko Viti; în indostanic: फ़िजी, فِجی), oficial Republica Insulelor Fiji, este o țară insulară situată în sudul Oceanului Pacific, la est de Vanuatu, vest de Tonga și la sud de Tuvalu.

## Istorie
Primii locuitori din Fiji au ajuns din sud-estul asiatic cu mult înainte de a fi descoperit de către europeni în secolul al XVII-lea. În secolul al XIX-lea europenii au venit pe insule pentru a se stabili permanent. Insulele au fost administrate de britanici sub formă de colonie din 1874. Independența a fost acordată în 1970, totuși regele Charles al III-lea continuă să fie oficial suveranul țării. În 1987 o lovitură de stat a proclamat Republica, care se menține până în ziua de azi. S-a realizat o nouă constituție, egalitară între cele două etnii ale țării, indieni și autohtoni fijieni. După zece ani, în anul 2000, George Speight, un naționalist autohton, a dat o lovitură de stat care a fost anihilată de o contra-lovitură realizată de Frank Bainimarama lucru care a dus la restaurarea democrației impunându-l pe Laisenia Qarase ca prim-ministru.

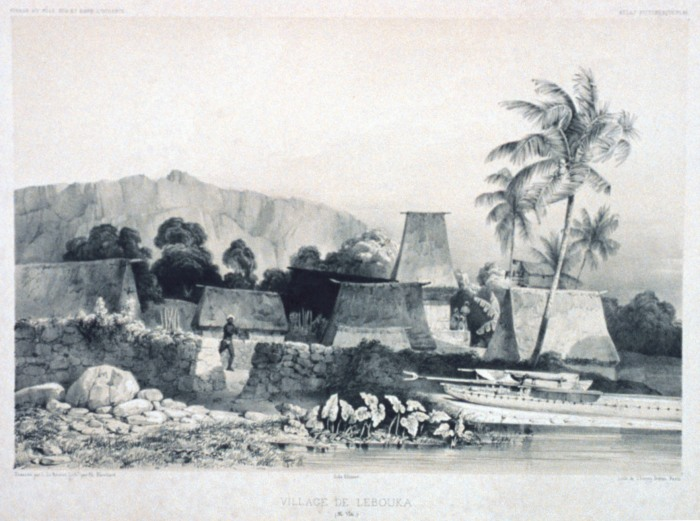
Levuka, 1842

Pe 4 decembrie 2006, comandantul Frank Bainimarama a organizat o lovitură de stat împotriva lui Qarase. Bainimarama nu-l mai susținea pentru atitudinea prea puțin exigentă față de puciștii lui Speight. Trupele au înconjurat reședința lui Qarase, izolându-l de restul capitalei. Soldații au atacat comisariatele și au confiscat armele singurei unități înarmate a poliției, în plus au dezarmat soldații personali ai lui Qarase. Bainirama s-a transformat practic în președintele tarii, impunându-l pe Jona Senilagakali ca prim-ministru. Situația s-a liniștit în parte pe 5 ianuarie 2007 când Bainimarama a dat președinția lui Josefa Iloilo. O zi după aceea Iloilo l-a numit pe Bainimarama prim-ministru al țării.

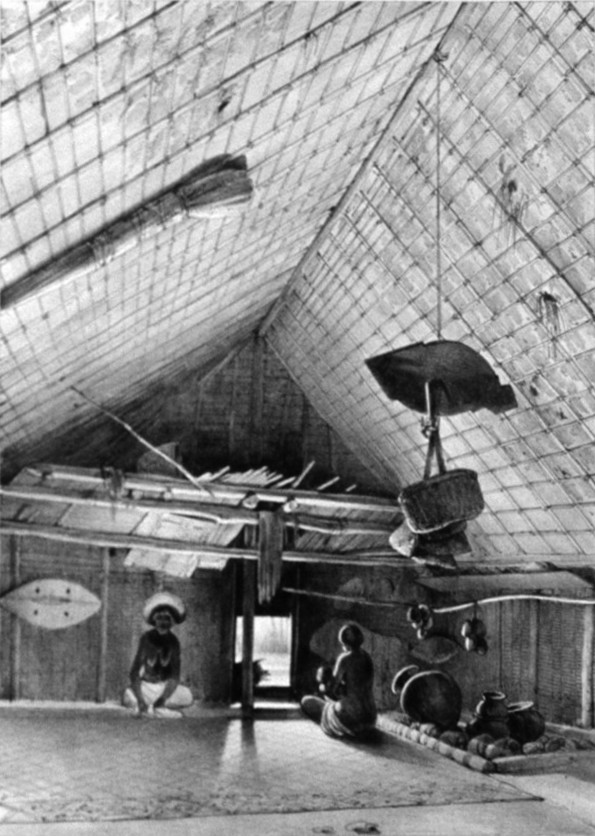
Fiji 1842

## Politică
Fiji este o republică din 1987 după o lovitură de stat în care puterea executivă a trecut de la guvernatorul britanic a un Consiliu de Miniștri condusă de primul ministru. Constituția din 1990 a fost redactată pentru ca autohtonii fijieni să monopolizeze puterea politică a tarii, dar a fost amendată în 1997 permițând celor care sunt de alte etnii o mai bună reprezentare.
Președintele este șeful statului, ales de Marele Consiliu de Șefi, cu puteri puteri destul de limitate exceptând situații de criză. Primul ministru trebuie să fie ales de majoritatea parlamentului. Parlamentul este bicameral, există un Senat cu 34 membri (24 sunt pentru autohtonii melanezieni ai insulelor Fiji, 9 pentru populații de alte rase și 1 pentru insula polineziană Rotuma).

### Organizarea politico-administrativă
Fiji este împărțită în patru diviziuni administrative:
- Diviziunea Centrală
- Diviziunea Orientală
- Diviziunea Occidentală
- Diviziunea de Nord

În plus insula Rotuma din nordul arhipelagului are un statut special.

## Geografie

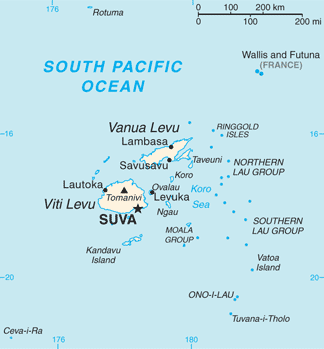
Harta Republicii Fiji

Fiji este format din 322 insule, dintre care o treime sunt locuite. În plus există alte 522 insule minore. Cele două insule importante sunt Viti Levu și Vanua Levu. În Viti Levu este capitala Suva, Lautoka și Nadi (sediul principalului aeroport internațional din Fiji). În insula Vanua Levu, principalele orașe sunt Labasa și Savusavu. Ambele insule sunt muntoase, cu vârfuri de peste 1200 m, și sunt acoperite de pădure tropicală. Viti Levu are două treimi din populația țării, și adunată cu insula Vanua Levu reprezintă mai mult de 80% din populația tării.
Alte insule importante din Fiji sunt: Taveuni, Kadavu (a treia insulă ca mărime) și Rotuma, la 500 km nord de arhipelag.

## Economie
Fiji are resurse forestiere, minerale și zone de pescuit, cea ce face ca economia să fie una dintre cele mai dezvoltate din oceanul Pacific, totuși o mare parte din populație se ocupa cu economia domestică. Principala sursă de valută a țarii este exportul de zahăr, care ocupă 30 % din activitatea industrială, în ultimii ani a avut mai multe probleme. Slaba inversiune în sector și legile neclare în privința dreptului de proprietate a terenurilor. Industria turistică este importantă, cu 300–400 mii turiști pe an.
Loviturile de stat din 1987 și 2000 au afectat serios economia, și creșterea pe o perioadă lungă a economiei republicii Fiji, depinde în mare parte de administrația stabilă și reducerea tensiunilor sociale. Populația autohtonă emigrează temporar in Kuweit și Irak, prin banii trimiși măresc semnificativ venitul pe cap de locuitor.

## Demografie
Populația actuală atinge 905.949 locuitori (recensământ din iulie 2006) cu o densitate de 49 loc/km². Fijienii autohtoni sunt un amestec de polinezieni și malaysieni, rezultat din vechile migrații care au avut loc în Pacificul de sud cu secole în urmă. Populația de origine indiană a crescut repede între 1879 și 1916 pentru a munci pe plantațiile de trestie de zahăr. Apoi a continuat să crească datorita migrației voluntare până a ajuns majoritate. Dar după lovitura de stat din 1879 a început să scadă. Există și o mică minoritate europeană și chineză. Limba oficială este engleza, dar limba vorbită de autohtoni este fijiana, limbă din familia malaio-polineziană și locuitorii de origine indiană este hindi-fijian, varietate locală a indostanului.

### Religie
Majoritatea fijienilor autohtoni sunt creștini, metodiști sau catolici. Cei de origine indiană sunt 77 % de religie hindusă, 15 % musulmani și 6 % creștini. Există si puțini sijs (religia Sikhism). Religia cu cei mai mulți adepți este Biserica metodistă din Fiji și Rotuma. Are concentrația cea mai mare de metodiști in Fiji, în comparație cu alte tari (36,2 % din populație aparține acestei biserici). Biserica Catolică de asemenea are 8,9 %.
Hindușii aparțin sectei Sanatan (74,3 % dintre hinduși), și 22 % nu specifică cărei secte aparțin. Majoritatea musulmanilor sunt suniți. Alte religii mai există dar cu puțină populație, sunt religia Sikhism și Fe bahá’í.

## Cultură
Datorită diversității etnice și religioase, cultura țării este un mozaic de tradiții autohtone, indiene și europene. Cultura autohtonilor are caracteristici polineziene și malaysieni, dar a suferit și schimbări datorită creștinării.
Sportul preferat al țării este rugby, echipa națională a participat la mai multe campionate mondiale. Există și o echipă de fotbal situată pe locul 150 a clasificării mondiale FIFA. Cea mai bună participare într-un turneu internațional a fost locul trei la Cupa Oceania din 1998.

## Galerie de imagini

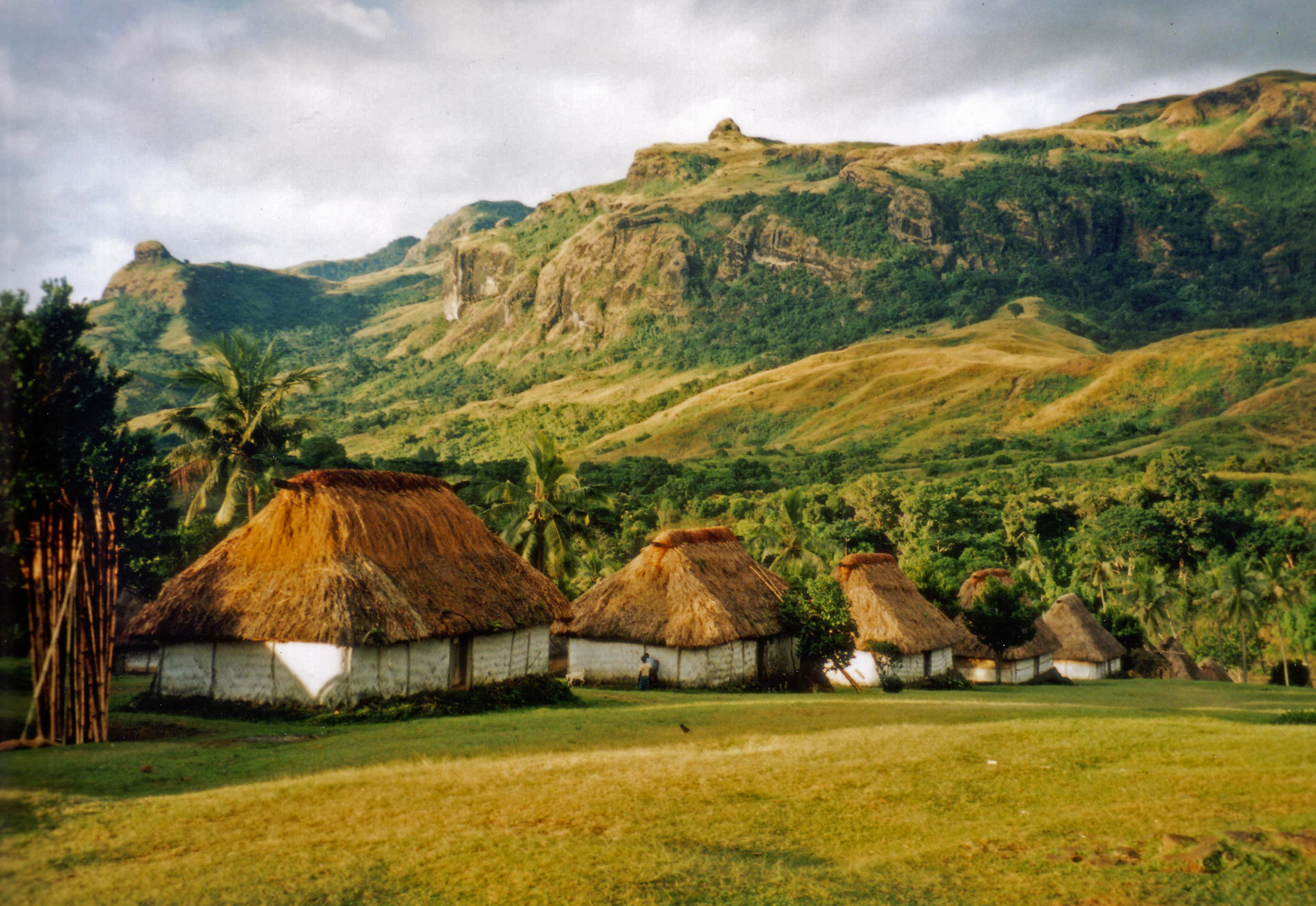
Cabane în satul Navala
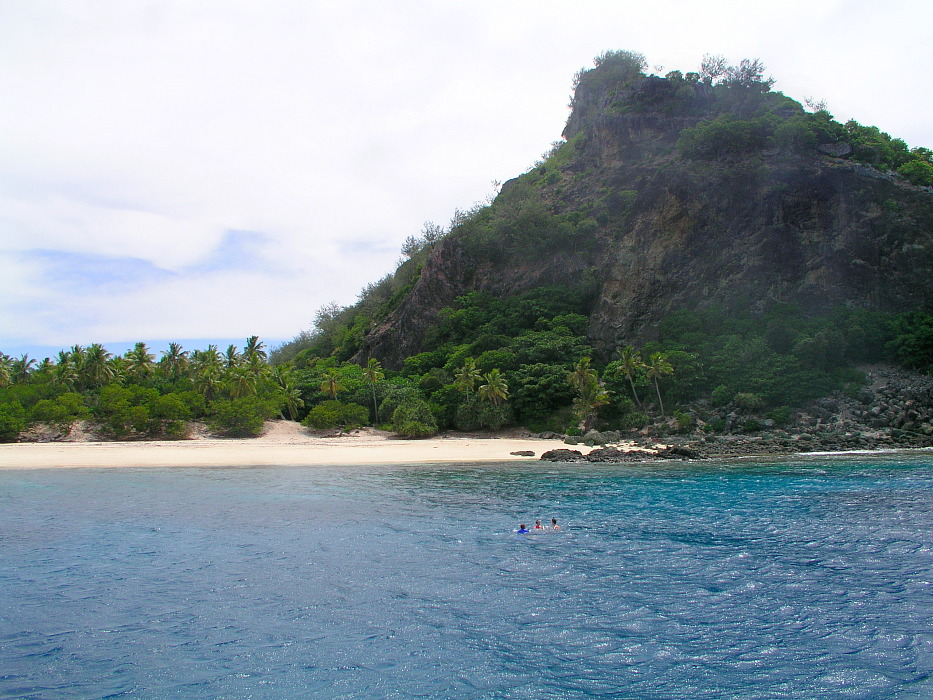
Insula Monuriki
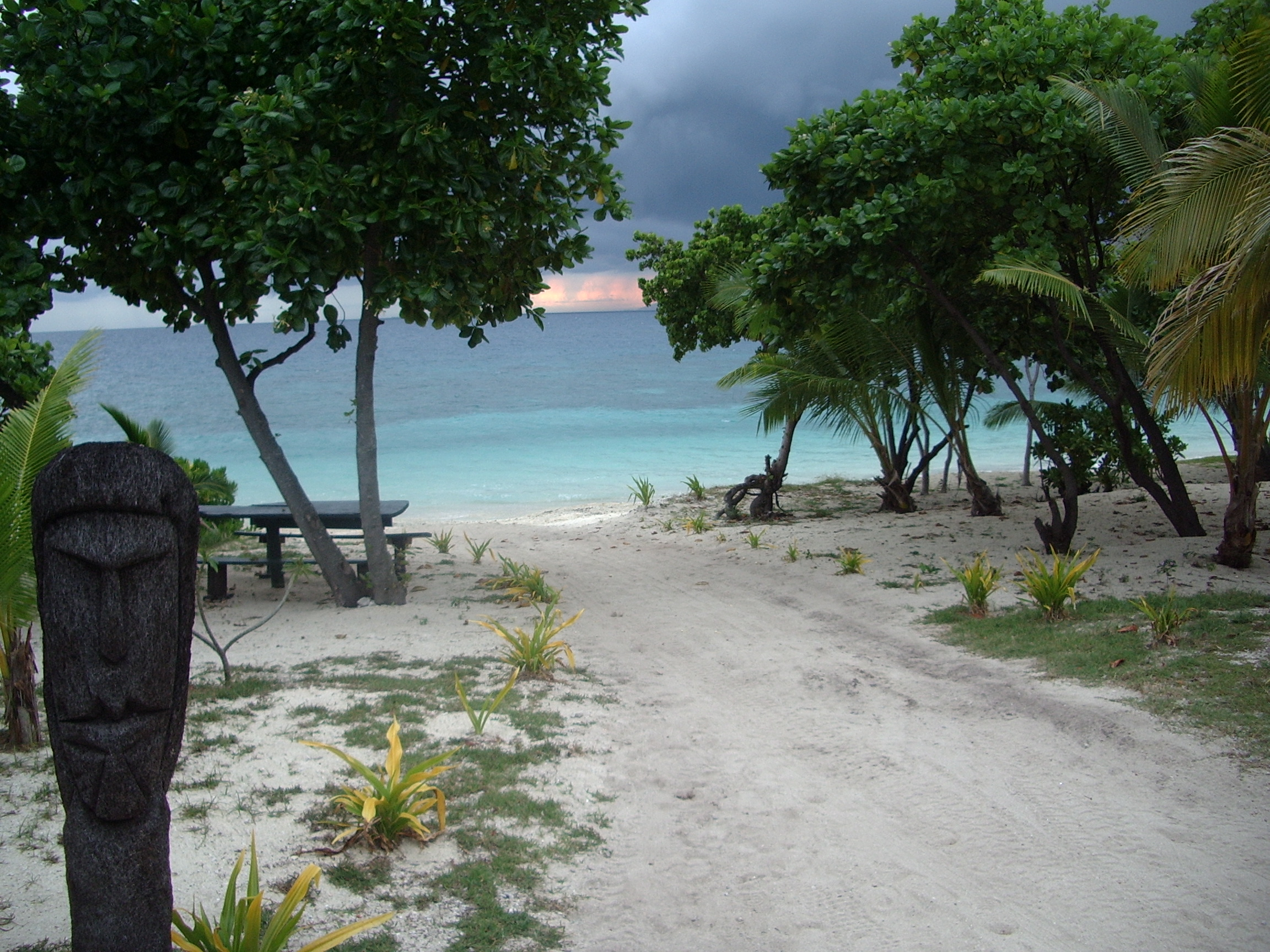
Insula Bounty
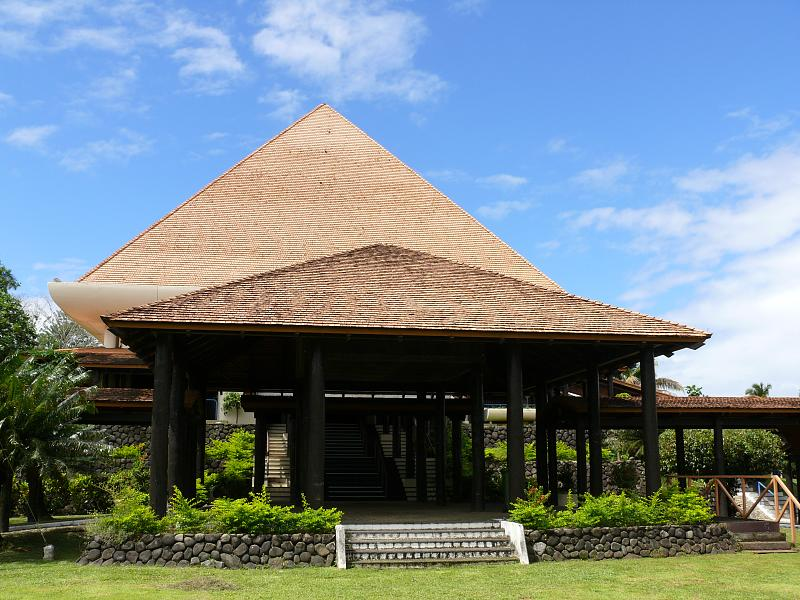
Casa Parlamentului, Suva
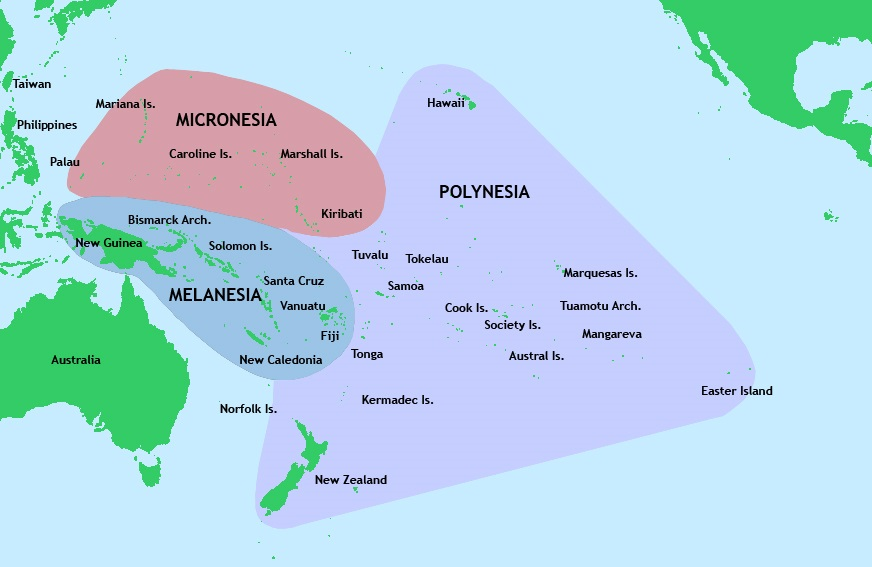
Harta Melaneziei și așezarea insulelor Fiji
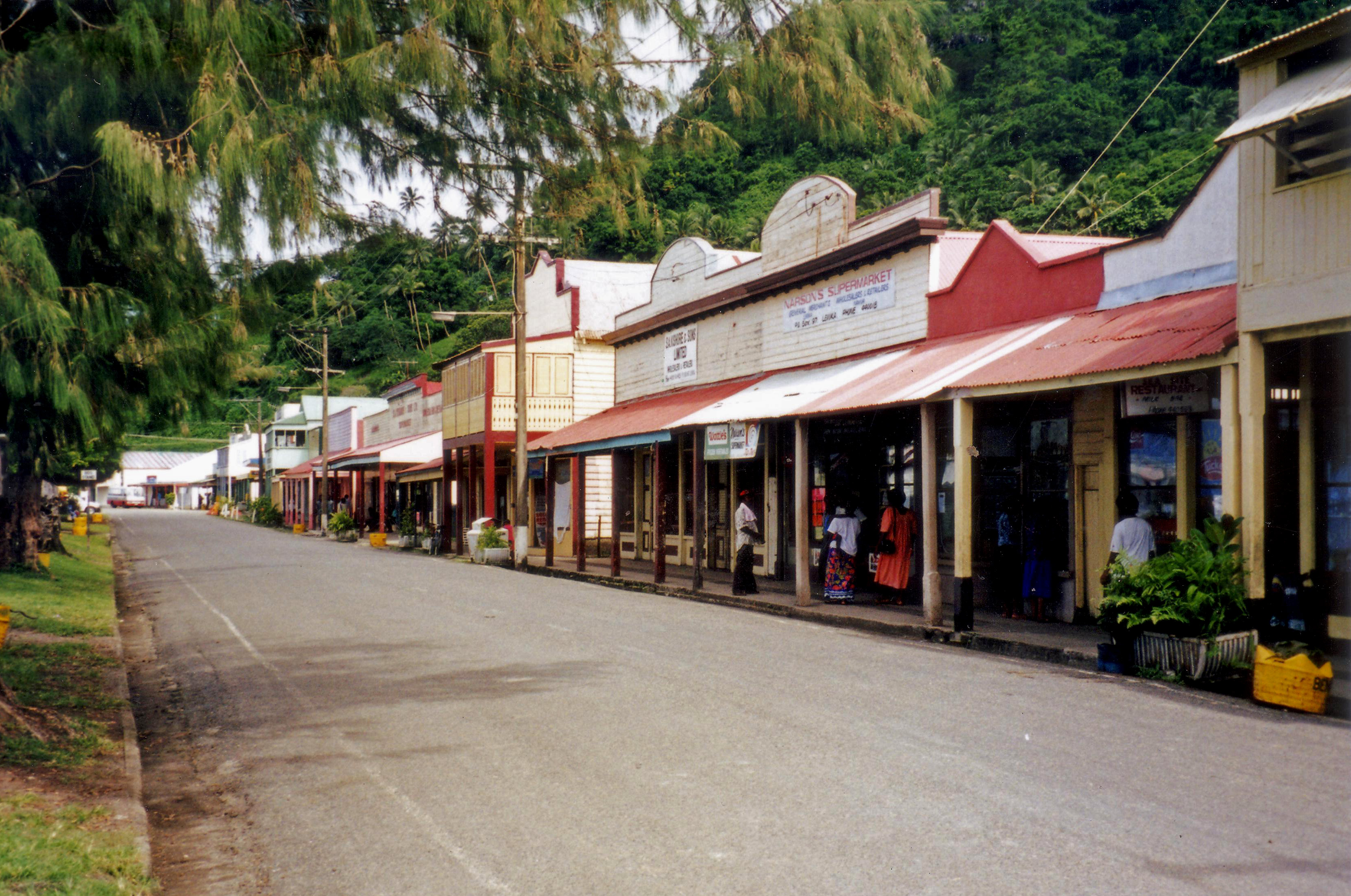
faleza -orașul Levuka strada principală lângă Oceanul Pacific
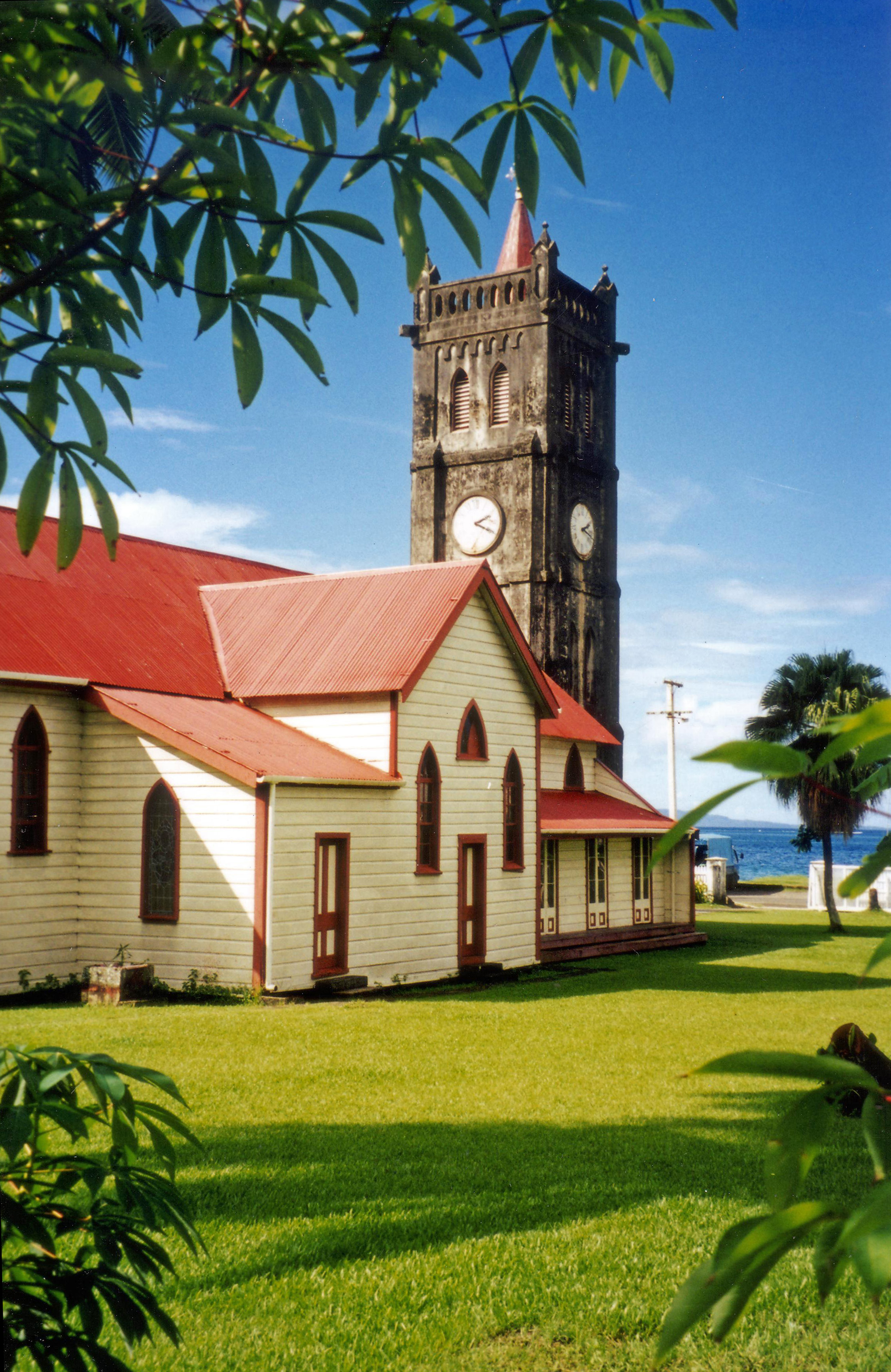
Biserică metodistă